# Tetrarquia
Tetrarquia (do grego tetra, por derivação de tétares, "quatro," e árchein, "governar") designa qualquer sistema de governo em que o poder esteja dividido entre quatro indivíduos, denominados "tetrarcas". Usualmente aplica-se à tetrarquia introduzida pelo imperador romano Diocleciano, em 293, e que perdurou até c. 313. A instituição da tetrarquia marca a resolução da crise do século III e a recuperação do Império Romano.

## A reorganização de Diocleciano
Diocleciano dividiu o império entre os sectores orientais (pars Orientis) e ocidentais (pars Occidentis). Manteve o controle pessoal do sector leste, enquanto Maximiano, seu companheiro de armas, governava o ocidente.
A primeira medida importante de Diocleciano foi indicar Maximiano como seu augusto ou coimperador, em 285. Não foi propriamente uma divisão de poder, pois, na realidade, Diocleciano estava em posição superior à de Maximiano. A partir daí, o império passou a ter dois augustos (augusti), cada qual com exército, administração e capital próprios, embora Diocleciano continuasse a ser o chefe do Estado, representando a unidade do mundo romano.
Oito anos mais tarde, em 293, dada a crescente dificuldade de conter as numerosas revoltas no interior do império, procedeu a uma nova divisão funcional e territorial, a fim de facilitar as operações militares: nomeou um imperador menos "graduado", denominado césar (Caesar), subordinado a cada imperador mais graduado, que tinha o título de "augusto". Constituiu-se assim o sistema de quatro governantes - dois augustos e dois césares - ou  tetrarquia.
Como seu césar para o Oriente, Diocleciano designou Galério. Maximiano fez o mesmo, nomeando  Constâncio Cloro para o ocidente. O império foi dividido em quatro territórios:
- Diocleciano controlava as províncias orientais e o Egito. Capital: Nicomédia (atual İzmit, na Turquia)
- Galério administrava as províncias balcânicas. Capital: Sirmio (atual Sremska Mitrovica, na Sérvia)
- Maximiano governava a Itália e a África Proconsular. Capital: Mediolano (atual Milão, na Itália)
- Constâncio Cloro, pai de Constantino I,  recebeu a Hispânia, a Gália e a Britânia. Capital: Augusta dos Tréveros (atual Tréveris, na Alemanha)

Os césares eram chefes militares capazes de governar e proteger o império, adotados como filhos pelos augustos, a quem sucederiam em caso de morte, de incapacidade provocada pela velhice ou decorridos vinte anos de seus governos. Lugares-tenentes dos augustos, os césares também possuíam capital, exército e administração próprios.

## Regiões e capitais
Os quatro tetrarcas não tiveram suas bases em Roma, mas em outras cidades mais próximas às fronteiras, principalmente para a defesa do império contra rivais externos (principalmente o Império Sassânida) e os bárbaros (principalmente germânicos, numa migração infindável desde as estepes do Oriente) no Reno e no Danúbio. Estes centros eram conhecidos como "capitais tetrárquicas". Embora Roma deixasse de ser capital operacional, continuou a ser a capital nominal de todo o império, não reduzida à condição de província, mas sob seu único prefeito urbano, mais tarde copiado em Constantinopla.

Mapa do Império Romano sob a tetrarquia, com as dioceses e zonas de influência de cada tetrarca.

As quatro capitais tetrárquicas eram:
- Nicomédia (atual İzmit), no noroeste da Ásia Menor, uma base para defesa contra invasões dos Bálcãs e sassânidas, era a capital de Diocleciano, o augusto do Oriente e governante sênior do império. Na reorganização final por Constantino I, em 318, o equivalente desse domínio, frente ao mais poderoso inimigo, o Império Sassânida, tornou-se a prefeitura pretoriana do Oriente, núcleo do Império Bizantino.
- Sirmio (atual Sremska Mitrovica), próxima à fronteira do Danúbio, era a capital de Galério, o césar do Oriente. Esta região tornou-se depois a Prefeitura pretoriana da Ilíria.
- Mediolano (atual Milão), próxima aos Alpes, era a capital de Maximiano, augusto do ocidente. Este domínio tornou-se depois a Prefeitura pretoriana da Itália e África (Italia et Africa), com uma pequena fronteira exterior.
- Augusta dos Tréveros (atual Tréveris), era a capital de Constâncio Cloro, o césar do ocidente, próxima à estratégica fronteira do Reno, que tinha sido capital do imperador gaulês Tétrico. Esta região tornou-se depois a Prefeitura pretoriana da Gália.

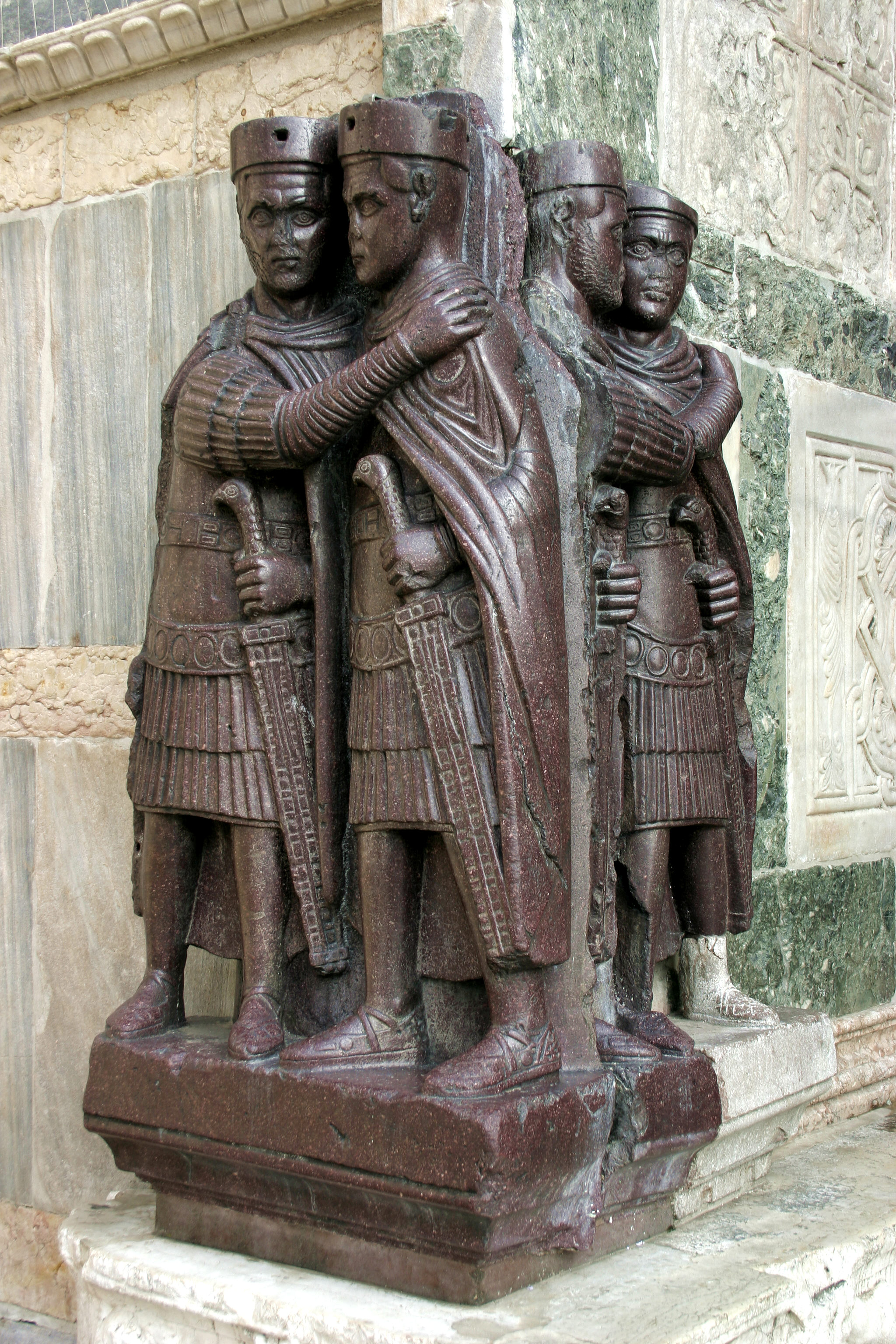
Os Tetrarcas, escultura em pórfiro, saqueada de Constantinopla em 1204.

Aquileia, um porto na costa do mar Adriático, e Eboraco (atual Iorque), no norte da atual Inglaterra e próxima às modernas Escócia e Irlanda), foram também cidades importantes para Maximiano e Constâncio, respectivamente.
Em termos de jurisdição, não havia divisão precisa entre os quatro tetrarcas, e neste período realmente não houve divisão do Estado romano em quatro diferentes sub-impérios. Cada imperador tinha sua zona de influência dentro do império, mas principalmente o alto comando no "teatro de guerra". Cada tetrarca esteve frequentemente no campo, enquanto delegava a maior parte da administração à burocracia hierárquica chefiada por seu respectivo prefeito do pretório, cada um supervisionando vários vigários (vicari), o governador-geral encarregado de outros, terminando com o novo nível administrativo, a diocese civil.
No ocidente, o augusto Maximiano controlava as províncias ocidentais do Adriático e dentro daquela região  seu césar controlava a Gália e a Britânia. No Oriente, os arranjos entre o augusto Diocleciano e seu césar Galério eram mais flexíveis.
Porém, parece que alguns escritores contemporâneos e posteriores, tais como os autores cristãos Lactâncio e Sexto Aurélio Vítor (que escreveram cerca de cinquenta anos depois e com fontes incertas), compreenderam mal o sistema tetrárquico neste respeito, acreditando que teria envolvido uma divisão estrita de territórios entre os quatro imperadores.

## Imagem pública
Embora o poder estivesse divido no sistema tetrárquico, a imagem pública dos quatro imperadores no colégio imperial era cuidadosamente gerenciada para dar a aparência de um império unido (patrimonium indivisum). Isto era de suprema importância após a guerra civil do século III.
Os tetrarcas apareciam idênticos em todos retratos oficiais. Cunhagem de moedas do período mostra cada imperador com idênticas características - somente as inscrições nas moedas indicava qual dos quatro imperadores era mostrado. A escultura dos quatro tetrarcas, agora no canto sudoeste da Basílica de São Marcos, em Veneza, mostra os tetrarcas com idênticas características e usando o traje militar idêntico.

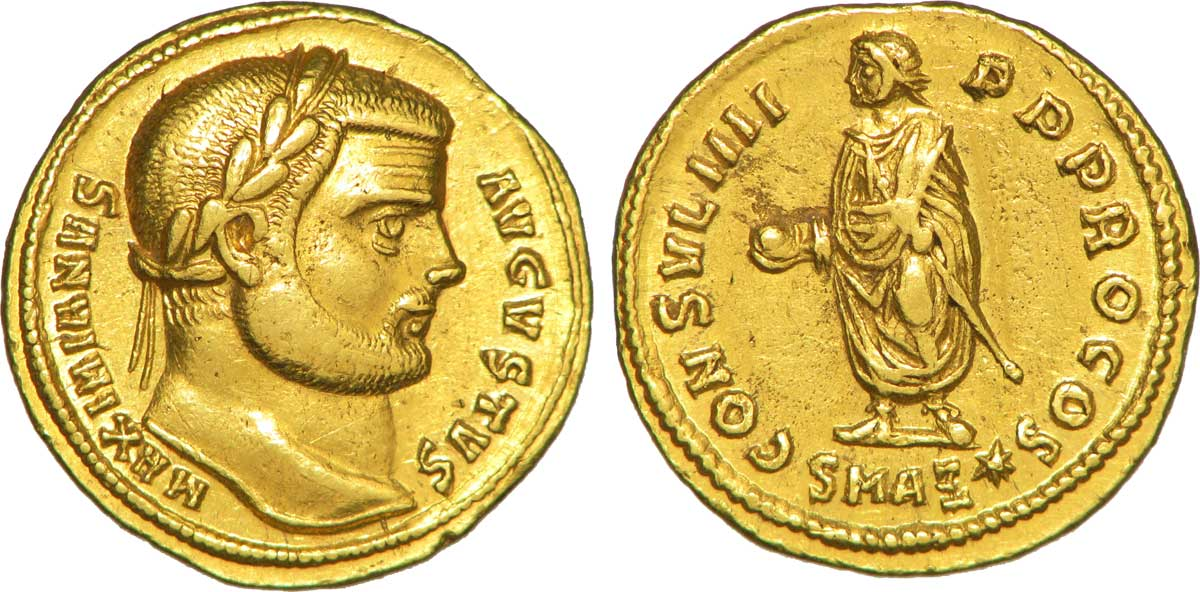
Áureo de Maximiano
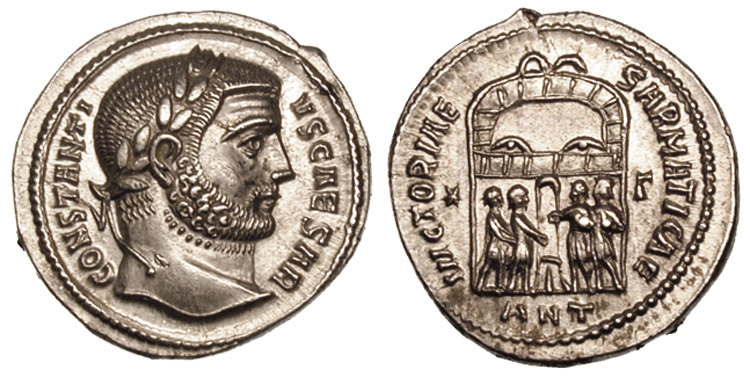
Argento de Constâncio Cloro

## O fim da tetrarquia e acontecimentos posteriores
Após a abdicação de Diocleciano (305), teve início uma guerra entre os augustos e os césares por ele nomeados. Em 312, na Batalha da Ponte Mílvia, Constantino derrotou Magêncio. De 316 a 323, Constantino e Licínio governaram Roma. A partir de 324, Constantino passou a ser o único senhor de todo o império.